# Rally de La Coruña de 2001
El Rally de La Coruña de 2001 fue la 19.ª edición, la cuarta ronda de la temporada 2001 del Campeonato de España de Rally y la décima octava ronda del Campeonato de Europa. Se celebró los días 25 y 27 de mayo, y contó con un itinerario de catorce tramos que sumaban un total de 225 km cronometrados.

## Clasificación final
| Pos. | Piloto                | Copiloto            | Automóvil                    | Tiempo    | Diferencia |
| ---- | --------------------- | ------------------- | ---------------------------- | --------- | ---------- |
| 1.   | Luis Monzón           | José Carlos Déniz   | Peugeot 206 WRC              | 2:21:00.2 | 0.0        |
| 2.   | Salvador Cañellas jr. | Alberto Sanchís     | SEAT Córdoba WRC Evo3        | 2:22:25.9 | +1:25.7    |
| 3.   | Germán Castrillón     | Estrella Castrillón | Mitsubishi Lancer Evo VI     | 2:29:57.0 | +8:56.8    |
| 4.   | Manuel Senra          | Faustino Suárez     | Peugeot 306 Maxi             | 2:30:11.1 | +9:10.9    |
| 5.   | Santiago Concepción   | Víctor Del Rosario  | Mitsubishi Lancer Evo VI TME | 2:30:52.1 | +9:51.9    |
| 6.   | Sergio Vallejo        | Diego Vallejo       | Fiat Punto Kit Car           | 2:30:59.6 | +9:59.4    |
| 7.   | Dani Solà             | David Moreno        | Citroën Saxo Kit Car         | 2:31:05.0 | +10:04.8   |
| 8.   | Miguel Ángel Fuster   | José Vicente Medina | Citroën Saxo Kit Car         | 2:31:30.9 | +10:30.7   |
| 9.   | Joan Vinyes           | Xavi Lorza          | SEAT Ibiza GTi 16V Júnior    | 2:32:59.1 | +11:58.9   |
| 10.  | Francisco Roig        | Ezequiel Nazábal    | Mitsubishi Lancer Evo VI     | 2:33:55.8 | +12:55.6   |